# Estadio Luis Amílcar Moreno
El Estadio Luis Amílcar Moreno está ubicado en la ciudad de San Francisco Gotera, departamento de Morazán, El Salvador. Fue la sede del equipo Club Deportivo Vista Hermosa de la Primera División de El Salvador. 
El escenario fue utilizado por este conjunto desde que ascendió a la liga mayor salvadoreña en 2005, y su último juego fue el 4 de marzo de 2009. Para el mes de abril de ese mismo año, el club se trasladó al Estadio Correcaminos, pero dejó de utilizarlo a finales del Torneo Apertura 2010, debido a problemas legales de su propietario. Sin embargo, este recinto pasó a ser administrado por el Instituto Nacional de los Deportes de El Salvador, y el Club Vista Hermosa, después de jugar cuatro jornadas en el Luis Amílcar Moreno para el Torneo Clausura 2011, retornó una vez más al Estadio Correcaminos.